# João Rebelo
João de Jesús Rebelo, nascido a 31 de janeiro de 1920 em Lisboa e falecido a 12 de maio de 1975 em Sintra. Foi um ciclista profissional português que ao conseguir, em 1945, duas vitórias de etapa na Volta a Espanha se converteu no primeiro ciclista luso a vencer numa etapa da grande jornada espanhola.

## Palmarés
| 1942 - 3º no Campeonato de Portugal em Estrada 1943 - Campeonato de Portugal em Estrada 1944 - Campeonato de Portugal em Estrada 1945 - 2 etapas na Volta a Espanha - Campeonato de Portugal em Estrada | 1946 - 2 etapas da Volta a Portugal 1947 - Campeonato de Portugal em Estrada 1948 - 1 etapa na Volta a Portugal - Campeonato de Portugal em Estrada 1949 - 2º no Campeonato de Portugal em Estrada |

## Resultados em Grandes Voltas e Campeonato do Mundo
Durante a sua carreira desportiva tem conseguido os seguintes postos nas Grandes Voltas e nos Campeonatos do Mundo em estrada:
| Corrida            | 1940 | 1941 | 1942 | 1943 | 1944 | 1945 | 1946 | 1947 | 1948 | 1949 | 1950 | 1951 |
| ------------------ | ---- | ---- | ---- | ---- | ---- | ---- | ---- | ---- | ---- | ---- | ---- | ---- |
| Giro de Itália     | -    | -    | -    | -    | -    | -    | -    | -    | -    | -    | -    | -    |
| Tour de France     | -    | -    | -    | -    | -    | -    | -    | -    | -    | -    | -    | -    |
| Volta a Espanha    | -    | -    | -    | -    | -    | 6º   | 10º  | -    | -    | -    | -    | -    |
| Mundial em Estrada | -    | -    | -    | -    | -    | -    | -    | -    | -    | -    | -    | -    |